# Lepidarchidae
Лепідархові (Lepidarchidae) — родина африканських прісноводних риб ряду харациноподібних (Characiformes).
Складається з двох монотипних родів: Arnoldichthys  Myers, 1926 та Lepidarchus  Roberts, 1966. Обидва раніше зараховувались до родини Alestidae.
Населяють річки прибережних районів Західної Африки. Arnoldichthys spilopterus зустрічається в нижніх частинах річок Нігер та Огун в Нігерії, а Lepidarchus adonis мешкає в прибережних річках Гани, Кот-д'Івуару, Ліберії, Сьєрра-Леоне та Гвінеї.
Lepidarchus adonis належить до числа найменших риб Африканського континенту.
Раніше Arnoldichthys та Lepidarchus не визнавалися близькими родичами, Lepidarchus adonis пов'язували з іншим мініатюрним видом — Ladigesia roloffi, а Arnoldichthys spilopterus — з представниками родів Hydrocynus, Petersius, Alestes, Bryconalestes та південноамериканськими Chalceus. Близька спорідненість між Arnoldichthys та Lepidarchus була встановлена за результатами філогенетичного аналізу, виконаного на основі ультраконсервативних елементів геномної ДНК. Додатково для родини Lepidarchidae було визначено чотири синапоморфії, три з яких стосуються остеології, а четверта — це наявність темних горизонтальних смуг на анальних плавцях статевозрілих самців.
Той самий філогенетичний аналіз засвідчив, що Lepidarchidae є сестринською кладою для Hepsetus, а клада Lepidarchidae + Hepsetus — сестринською для Alestidae. Розрахунковий час появи цих таксонів відповідає сантонському–кампанському періоду доби пізньої крейди (84–77,5 млн років тому).